# Tăng Chí Vĩ
Tăng Chí Vĩ (tiếng Trung: 曾志偉, tiếng Anh: Eric Tsang Chi-wai, sinh ngày 14 tháng 4 năm 1953) là một nam diễn viên, người dẫn chương trình truyền hình kiêm nhà làm phim người Hồng Kông. Ông được biết đến nhiều nhất với vai trò người dẫn chương trình trong chương trình Super Trio Series của đài TVB và một số vai diễn trong các phim Hồng Kông nổi tiếng như Điềm mật mật, Vô gian đạo. Ngoài ra, ông còn được xem là người có quyền lực lớn tại đài TVB.

## Sự nghiệp
Thời trẻ Tăng Chí Vĩ từng phải theo nghề cầu thủ bóng đá theo nguyện vọng của bố ông, vốn là một huấn luyện viên bóng đá. Trong thời gian nghỉ sau mùa giải, Tăng gặp Hồng Kim Bảo, chính ngôi sao lớn này đã khích lệ Tăng tham gia điện ảnh, vì nếu không biết diễn, không biết võ, thì với khả năng của cầu thủ bóng đá, Tăng cũng có thể làm người đóng thế. Vai diễn điện ảnh thực sự đầu tiên của Tăng là vào năm 1976. Thời kì đầu Tăng Chí Vĩ với vóc dáng thấp lùn và to béo thường chỉ đóng các vai hài nhỏ, nổi bật là các vai diễn trong loạt phim hài Ngũ phúc tinh của bộ ba Hồng Kim Bảo - Thành Long - Nguyên Bưu. Nhưng từ đầu thập niên 1990, Tăng bắt đầu thử sức với các vai diễn có chiều sâu hơn. Tuy chiến thắng ở hạng mục Vai nam chính trong Giải thưởng Điện ảnh Hồng Kông lần thứ 10 (với vai diễn trong phim Song thành cố sự) nhưng Tăng thực sự được biết đến với các vai phụ như vai diễn trong Điềm mật mật (1996) hay vai trùm xã hội đen Hoàng Sâm trong Vô gian đạo (2002). Ở vai trò này Tăng cũng giành một giải Vai nam phụ xuất sắc nhất tại Giải thưởng Điện ảnh Hồng Kông lần thứ 15.
Ngoài điện ảnh, Tăng còn nổi tiếng với vai trò người dẫn chương trình của đài TVB, ông đã dẫn rất nhiều chương trình lớn của đài TVB và của ngành giải trí nói chung, đã rất nhiều lần Tăng Chí Vĩ trở thành người chủ trì của buổi lễ trao Giải thưởng Điện ảnh Hồng Kông.
Tăng Chí Vĩ là người rất có uy tín trong giới nghệ sĩ Hồng Kông, ông là chủ tịch của Hiệp hội diễn viên Hồng Kông và là bạn thân của rất nhiều ngôi sao lớn như Mai Diễm Phương, Lưu Đức Hoa, Trương Học Hữu, Chung Trấn Đào.

## Đời tư
Tăng Chí Vĩ có vợ là nghệ sĩ Đài Loan Vương Mĩ Hoa và ba con, hai con trai Tăng Quốc Tường, đạo diễn phim Thất Nguyệt và An Sinh, Em của thời niên thiếu..., Tăng Quốc Du và một con gái Tăng Bảo Nghi. Các con của Tăng Chí Vĩ đều tham gia ngành công nghiệp giải trí Hồng Kông nối nghiệp Cha, Tăng Bảo Nghi và Tăng Quốc Cường là diễn viên, người dẫn chương trình còn Tăng Quốc Du là trợ lý cho ca sĩ Trương Học Hữu.